# Aleyde de Froidmont
Aleyde de Froidmont est une religieuse cistercienne qui fut la 9e abbesse de l'abbaye de la Cambre.